# Thorgal
Thorgal è una serie a fumetti fantastico-fantascientifica sceneggiata da Jean Van Hamme e disegnata da Grzegorz Rosinski. Ambientato tra i vichinghi, il fumetto ha per protagonista Thorgal Aegirsson, detto "il figlio delle stelle". Curato nell'ambientazione, presenta, oltre ai frequenti richiami alla mitologia norrena, anche numerose componenti fantascientifiche.
La serie è stata pubblicata a partire dal 1980 e ha avuto degli spin-off.

## Trama
Thorgal, eroe lontano dai canoni howardiani, non è un forzuto supereroe, ma un uomo comune che possiede solo alcune particolari abilità che lo distinguono dagli altri. Le sue origini misteriose sono sconosciute anche a lui stesso: da orfano è stato adottato da un clan vichingo, ma probabilmente è figlio di alcuni naufraghi spaziali.
I vari episodi della serie seguono una precisa continuity: Thorgal cresce e si sposa con Aaricia, dalla quale ha due figli, Jolan e Lupa. In alcuni episodi è un semplice comprimario delle avventure vissute dalla moglie o dai figli.

## Episodi
Testi di Jean Van Hamme e disegni di Grzegorz Rosinski
1. La maga tradita
2. L'isola dei mari ghiacciati
3. I tre saggi del paese di Aran
4. La galera nera
5. Al di là delle ombre
6. La caduta di Brek Zarith
7. Il figlio delle stelle
8. Alinoe
9. Gli arcieri
10. Il paese di Qa
11. Gli occhi di Tanatloc
12. La città del dio perduto
13. Tra terra e luce
14. Aaricia
15. Il Signore delle montagne
16. Lupa
17. La guardiana del cielo
18. La spada del sole
19. La fortezza invisibile
20. Il marchio dei banditi
21. La corona di Ogotai
22. Giganti
23. La gabbia
24. Arachnéa
25. Il morbo blu
26. Il regno sotto la sabbia
27. I barbari
28. Kriss di Valnor
29. Il sacrificio

Testi di Yves Sente e disegni di Grzegorz Rosinski
1. Io, Jolan
2. Lo scudo di Thor
3. La battaglia di Asgard
4. La nave tra i ghiacci
5. Kah-Aniel

Testi di Xavier Dorison e disegni di Grzegorz Rosinski
1. Il fuoco scarlatto

Testi di Yann e disegni di Grzegorz Rosinski
1. Aniel

Testi di Yann e disegni di Fred Vignaux
1. L'eremita di Skellingar
2. La Selkie
3. Neokora

## Spin-off
I Mondi di Thorgal - Kriss di Valnor - Yves Sente (testi) - Giulio De Vita (disegni)
1. Io non dimentico niente (2010)
2. La sentenza delle Valchirie (2012)
3. Degna di una regina (2012)
4. Alleanze (2013)
5. Rosso come Raheborg (2014)

Xavier Dorison, Mathieu Mariolle (testi) - Roman Surzhenko (disegni)
- 6. L'isola dei bambini perduti (2015)

Xavier Dorison, Mathieu Mariolle (testi) - Fred Vignaux (disegni)
- 7. La montagne du temps (2017)
- 8. Le maître de justice (2018)

I Mondi di Thorgal - Lupa - Yann (testi) - Roman Surzhenko (disegni)
1. Raissa (2011)
2. La mano mozzata del dio Tyr (2012)
3. Il Regno del Caos (2013)
4. Corvo
5. Skald
6. La Reine des Alfes noirs
7. Niddhogg

La Giovinezza di Thorgal - Yann (testi) - Roman Surzhenko (disegni)
1. Le tre sorelle Minkelsonn (2016)
2. L'occhio di Odino (2016)
3. Runa (2016)
4. Berserkers (2016)
5. Slive (2017)
6. Les Drakkars de glace (2018)
7. Dente Blu (2019)
8. Le lacrime di Hel
9. Sydönia
10. Grym